# Hszincsiangi razzia
A kínai rendőrség 2007. január 3-án rajtaütött Hszincsiang-Ujgur Autonóm Területban a Kelet-Türkisztáni Iszlám Mozgalom egy feltételezett kiképzőközpontján Akto megyében, a Pamir felföldön, közel az afgán és a pakisztán határhoz.
A Közbiztonsági Iroda egyik szóvivőjének bejelentése szerint 18 gyanúsítottat öltek meg, és 17 embert fogtak el. A razzia eredményeképpen egy rendőr meghalt, egy másik pedig megsérült. A hatóságok kézigránátokat, lőfegyvereket és házilag előállított robbanószereket is lefoglaltak.
Erre válaszul számos száműzetésben lévő ujgur vezető kérdőjelezte meg a razzia motivációját. Rebiya Kadeer ujgur emberi jogi aktivista független ENSZ-felügyelet mellett zajló vizsgálatot követelt a razzia okán, míg Alim Seytoff, az Ujgur Világkonferencia vezetője szerint a kínai kormánynak bizonyítékokat kellene felmutatnia annak igazolására, hogy a tábor kapcsolatban volt a terroristákkal. Erre válaszul Zhao Yongchen, a hszincsiangi terroristaellenes erők vezetőjének a helyettese megismételte, hogy a tábor terrorista-veszélyt jelentett a környékre.